# Léon Kochnitzky
Léon Kochnitzky (Saint-Josse-ten-Noode, 2 agosto 1892 – Como, 29 maggio 1965) è stato un musicologo e letterato belga, il cui nome è legato all'amicizia, non priva di contrasti,  con Gabriele D'Annunzio, con il quale condivise l'esperienza dell'impresa di Fiume.

## Biografia
Ebreo convertito al cattolicesimo, di padre russo e madre polacca, sin dall'infanzia ricevette dalla sua famiglia un'educazione eclettica ed arricchita da frequenti soggiorni all'estero. La sua formazione scolastica fu costellata da bruschi cambiamenti di percorso e interruzioni dovute al suo stato di salute cagionevole. Nel 1909 si iscrisse al Politecnico di Bruxelles, interrompendo gli studi al secondo anno a causa di una grave forma di reumatismo articolare. In seguito, frequentò per un anno la Facoltà di Diritto per poi iscriversi a Filosofia presso l'Université libre de Bruxelles. Nel 1914, dopo una lunga vacanza in Italia, decise di chiedere l'ammissione al quarto anno presso la Facoltà di Filosofia di Bologna. La domanda venne accolta, ma a seguito dell'invasione del Belgio da parte della Germania e al successivo scoppio della Prima Guerra Mondiale, Kochnitzky fu costretto a trasferirsi per un breve periodo con la famiglia a Utrecht . Nella cittadina olandese strinse amicizia con il poeta belga Fernand Séverin. L'anno successivo raggiunge l'Italia e ottiene la laurea in filosofia presso l'Università di Bologna con una tesi intitolata: Giorgio Gemisto Pletone il profeta platonico. Negli anni successivi soggiornerà prima a Firenze e poi a Roma, dove conoscerà Gabriele D'Annunzio.

### L'impresa di Fiume
Affascinato dalla figura del Vate, lo raggiungerà a Fiume nel 1920. Qui ricoprirà la carica di responsabile dell'URE, l'Ufficio delle Relazioni Esteriori. Fu l'ideatore della Lega di Fiume, un progetto che aveva come obiettivo la trasformazione della città nella "Patria delle patrie" per tutti i popoli oppressi in radicale opposizione con l'ordine stabilito dalla Società delle Nazioni. Sorretto da idee rivoluzionarie di sinistra, Kochnitzky fu sostenitore dei Soviet e si trovò in contrasto con la frangia fiumana monarchica e nazionalista al pari di Mario Carli. Nel luglio 1920, entrato in polemica con lo stesso D'Annunzio, egli rassegnerà le dimissioni dall'incarico di responsabile dell'URE e lascerà la città del Carnaro. All'esperienza fiumana dedicherà il testo Le bal des Ardents ou les Saisons fiumanes, che venne rifiutato dagli editori francesi e pubblicato nel 1922 nella traduzione italiana di Alberto Luchini (approvata dall'autore) con il titolo La Quinta Stagione o i Centauri di Fiume. Su quest'opera, dedicata ai legionari Ludovico Toeplitz de Grand Ry e Guido Keller, il critico Natalino Sapegno scrisse: "Più garbato narratore, più eloquente avvocato, nonché trovarlo, non riusciremmo neppure immaginarlo. Al racconto degli avvenimenti s'accompagna un commento discreto e sapiente: ora appassionato e commosso, ora elegante ed arguto. Attraverso le divagazioni e le fantasie dello scrittore cosmopolita, le squisitezze dello stilista, gli entusiasmi descrittivi e le deduzioni sentimentali, l'atmosfera trasognata e decadente, particolarissima dell'impresa, anziché disperdersi, traspare chiarissima, e presentata nella luce più simpatica" 

### Gli ultimi anni
Dopo l'esperienza fiumana, soggiornerà in Italia, per poi rientrare in Belgio. Nel 1940 si trasferirà negli Stati Uniti, dedicandosi all'attività di musicologo e giornalista. Nel dopoguerra rientrerà in Europa e vivrà tra il Belgio e l'Italia, continuando a compiere numerosi viaggi in particolare in Africa. Nel 1953 riceverà il Prix Juliette de Wils dell'Accadenia di Francia per il volume Élégies congolaises.

## Opere
- Le Laraire, Les Irrévérences, Poêmes, Paris, Grasset, 1911.
- L'adorable cortege: sonnets et autre poemes, Leyde, A. W. Sijthoff's, 1914.
- Le pélerins de l'aurore, Paris, Sansot, 1919.
- Vingt-quatre rondeaux pour faire danser les grandes personnes: paroles apprivoisées, Milano, Facchi, 1920.
- Fiume et son Prophète, Bruxelles, M. Lamertin, 1921 (Extrait du Flambeau..., 4. année, n. 1, janvier 1921).
- Le calendrier florentin, Bruxelles, M. Lamertin, 1921.
- La Quinta stagione o I centauri di fiume, Bologna, Zanichelli, 1922 (trad. Alberto Luchini)
- Elégies bruxelloises, Paris, Monde Nouveau, 1924.
- Rapport a monsieur le ministre des sciences et des arts sur la diffusion des lettres belges en Italie augmenté de considérations sur la propagande littéraire en general, Bruxelles, A. Lesigne, 1925.
- L'Ermite entouré de feux, 1936.
- Il Ragiunto, Paris, Editions G.L.M., 1937.
- Negro Art in Belgian Congo, New York, Belgian Government Information Center, 1948.
- Adolphe Sax and his saxophone, New York, Belgian Government Information Center, 1949.
- Shrines of Wonders: A Survey of Ethnological and Folk Art Museums in Central Africa, New York, Clark and Fritts, 1952.
- Élégies congolaises, Bruxelles, Goemaere, 1953.
- Fernand Séverin Lettres à un jeune poète, Bruxelles, Palais des Académies, 1960.
- Les ephemerides: parfois intimes, Aalter, A. De Rache, 1960.
- Inventions a trois voix, Bruxelles, Kochnitzky 1964.
- Deux calendriers florentins, Milano, Nuove edizioni, 1965.
- Appogiatures, Bruxelles, De Rache, 1966.
- Camées d'autrefois: Italia lontana, Bruxelles, La renaissance du livre, 1983.